# Charles Manneback
Charles Manneback (Etterbeek, 9 de março de 1894 – Bruxelas, 15 de dezembro de 1975) foi um engenheiro de minas, engenheiro eletricista e matemático belga.
Após servir no exército belga durante a Primeira Guerra Mundial, obteve um diploma em engenharia civil em 1920. Foi depois para os Estados Unidos, onde obteve um grau de M.A. no Instituto de Tecnologia de Massachusetts, e em 1922 um Ph.D. em engenharia elétrica. Sua tese foi orientada por Vannevar Bush e investigou a teoria das ondas eletromagnéticas  e efeito pelicular.:371–372
Foi professor na Universidade Católica de Leuven e membro da Royal Academies for Science and the Arts of Belgium.
Participou da Sexta Conferência de Solvay em 1930.